# Dačani
Dačani (latinsko Daci) so bili pleme na območju zgodovinske in zemljepisne pokrajine Trakije. Njihova domovina se je razprostirala na področju današnje Transilvanije v Romuniji.
Živeli so strnjeno na ozemlju Transilvanije. Rudni revirji so jim dajali gospodarsko in politično moč, tako da so sčasoma, kot kaže, odrinili Agatirse, se razširili proti Tisi in na jug proti Donavi. Eden od vrhov politične moči je bil dosežen za kralja Burebista, katerega vladanje sovpada v čas s Cezarjevim življenjem (100-44 pr. n. št.). Burebista je napadel Tavriske in Boje, jih malone uničil in povzročil preplah, ki je odmeval vse do Rima. Rimljani so jih podjarmili v letih 101 − 105 n. št. za časa vladanja Trajana. Dežela, ki so jo naseljevali Dačani, je leta 105 n. št. postala rimska provinca Dakija (Dacia).